# 1328 w literaturze
Wydarzenia literackie w 1328 roku.

## Zmarli
- Immanuel ben Solomon, żydowski pisarz (ur. 1261)
- Jerzy Metochita, bizantyński teolog (ur. ok. 1250)
- Afonso Sanches, portugalski poeta (ur. 1289)
- Ibn Tajmijja, muzułmański teolog (ur. 1263)
- Augustinus Triumphus, włoski teolog i pisarz (ur. ok. 1241)